# Terminal de Ómnibus de La Cocha
La Estación Terminal de Ómnibus Néstor Kirchner es una terminal de ómnibus ubicada en la ciudad de La Cocha, Tucumán, Argentina. Se encuentra entre la avenida Belgrano y calle San Martín sur de la mencionada localidad.

## Historia
La terminal fue creada originalmente en 1985, pero fue reinaugurada el 9 de septiembre de 2013 por el gobernador José Alperovich, el senador Sergio Mansilla, el ministro del interior Osvaldo Jaldo y funcionarios provinciales y municipales. También, ese mismo año el concejo deliberante y la intendencia decidieron denominar a la nueva estación de ómnibus como Terminal Néstor Kirchner, en honor al expresidente argentino fallecido en 2010.

## Descripción
La terminal cuenta con 4 andenes para colectivos, sala de espera y baños públicos. Además posee 9 locales comerciales, un patio gastronómico con un restaurante y confitería, una emisora radial y un centro de documentación rápida.